# Centrartha
Centrartha là một chi bướm đêm thuộc họ Noctuidae.